# Befehlshaberkreuz
Das Befehlshaberkreuz war eine portugiesische Auszeichnung zur Ehrung der Teilnehmer an Schlachten des Halbinselkrieges.
Geehrt wurden nur Regiments- und Bataillonsführer. Das Kreuz wurde am gleichen Tag und aus gleichen Anlass vergeben, wie das Kreuz für den Feldzug auf der Halbinsel. Stifter war aus dem Haus Braganza der König Johann VI. Stiftungstag war der 28. Juli 1816.

## Ordensdekoration
Die Dekoration war ein römisches Kreuz umgeben von einer von der Schlachtenanzahl abhängigen Menge Sterne. Maximal waren sechs Sterne möglich, da es sechs herausragende Schlachten in dem Krieg gab. Am Rand war der Name des Ausgezeichneten eingebracht.

## Ordensband und Trageweise
Das Ordensband war blau-rot und die Auszeichnung wurde auf der linken Brustseite getragen.